# Tamayori-bime
Tamayori-bime (玉依毘売命／玉依姫尊, selon la source : Kojiki ou Nihon Shoki) est une déesse de la mythologie japonaise. 
Tamayori-bime est une des filles de Watatsumi (綿津見), et aussi la sœur cadette de Toyotama-hime. Elle a élevé Ugayafukiaezu, fils de Hoori et de Toyotama-bime, qu'elle a par la suite épousé. De cette union sont nés Itsuse (五瀬命), Inahi (稲飯命), Mikenu (御毛沼命), Wakamikenu (若御毛沼命) qui deviendra l'empereur Jimmu.
Tamayori signifie Yorishiro, un objet qui incarne les dieux. Tamayori-bime est une femme Yorishiro, Miko.